# Rafha
Rafha (arab. رفحاء) – miasto w Arabii Saudyjskiej, w Północnej Prowincji Granicznej. Według spisu ludności z 2010 roku liczyło 52 712 mieszkańców. Ośrodek przemysłowy.